# DBox2
D-Box – odbiornik satelitarnej i kablowej telewizji cyfrowej (set-top boxem). Były one szeroko rozpowszechniane do odbioru kanałów płatnej telewizji. D-Box był oferowany od sierpnia 1996 roku w cenie do 890 DM (455 euro), był produkowany na zlecenie grupy Kirch's DF1, niemieckiego dostawcy telewizji cyfrowej, która później połączyła się z Premiere (dziś Sky Deutschland). Sprzęt został opracowany i wyprodukowany przez Nokię, ale później również produkowany przez firmy Philips i Sagem na podstawie licencji. Wbudowane gniazdo Ethernet pozwala na podłączenie urządzenia do sieci komputerowej oraz Internetu. W ten sposób zachodzi możliwość zachowywania strumienia danych na dyskach sieciowych lub też rozpowszechniania tego strumienia w systemie telewizji sieciowej IPTV do klientów VideoLAN.